# Simon Berz
Simon Rainer Berz (* 26. Januar 1967 in Baden AG) ist ein Schweizer Schlagzeuger und experimenteller Klangkünstler.

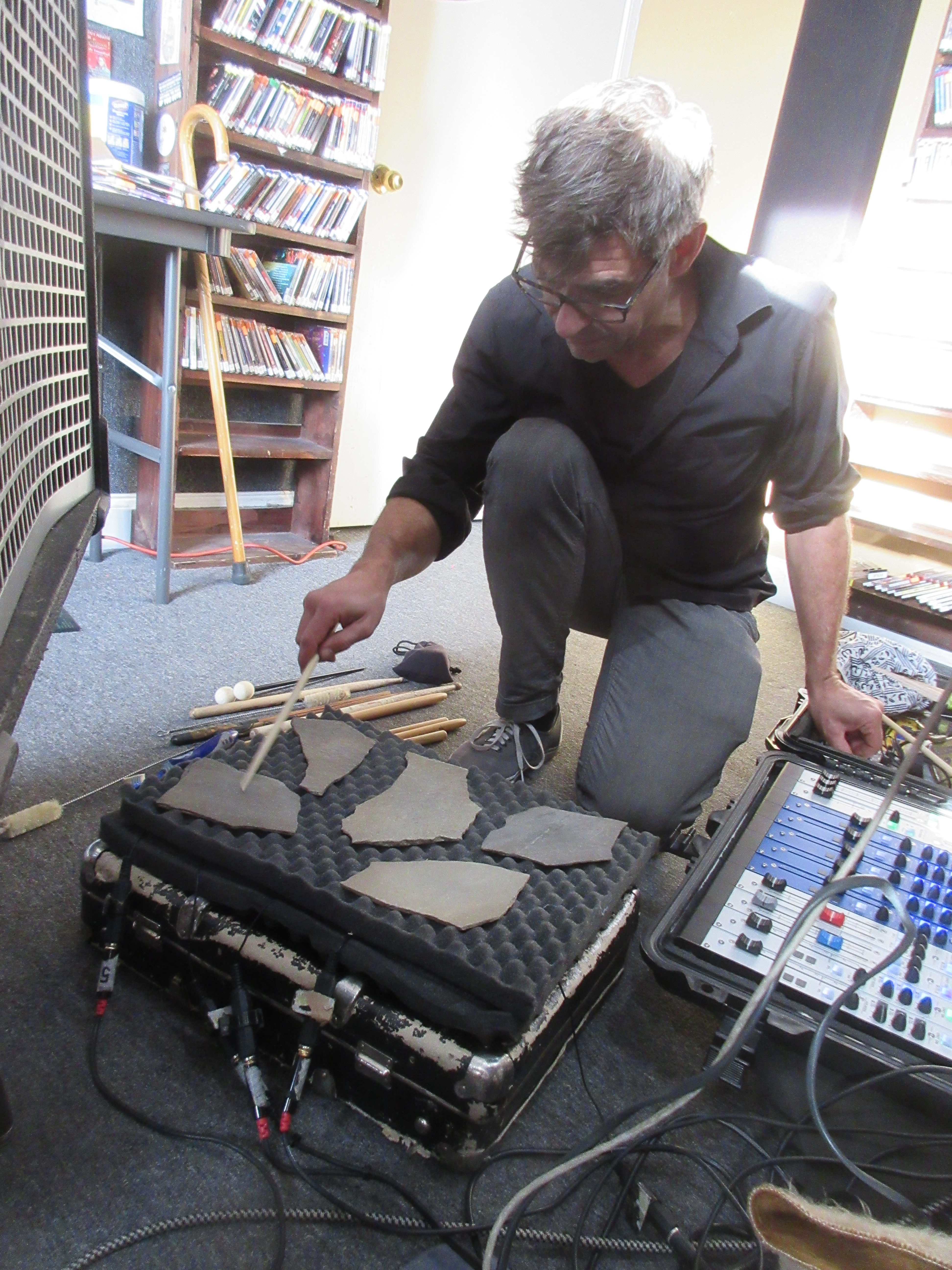
Simon Berz, 2018

## Leben und Wirken

### Kindheit, Jugend und Ausbildung
Simon Berz wuchs als jüngster von drei Söhnen in Wettingen auf. Bereits in der Primarschulzeit entdeckte die Blockflötenlehrerin sein rhythmisches Talent, worauf er zur Tambourengruppe  der Jugendmusik Wettingen wechselte. Die ersten Schlagzeugstunden erhielt er im Alter von 12 Jahren bei Chris von Hoffmann, dem Schlagzeuger des Pepe Lienhard Orchesters. Nach dem Besuch der Volksschule liess er sich am Lehrerseminar St. Michael in Zug zum Primarlehrer ausbilden. Am Heilpädagogischen Seminar Zürich absolvierte er das Grundstudium Heilpädagogik.
Simon Berz spielte Schlagzeug in verschiedenen Rock- und Punkbands, interessierte sich aber schon früh für die improvisierte Musik. Er bildete sich in mehreren Studienaufenthalten in Perkussion und elektronischer Musik weiter und begann, die Perkussion mit analoger Elektronik zu erkunden. Zu diesem Zweck baut er eigene Instrumente aus alltäglichen Gegenständen und Fundstücken aus der Natur, die er auf neue Weise zum Klingen bringt. So besteht etwa das Lithophon aus Steinen, deren Klang elektrisch verstärkt und verfremdet wird.
An der Zürcher Hochschule der Künste schloss Simon Berz 2015 mit dem Master in Transdisziplinarität ab.

### BADABUM und Schepperkids
In Zug hat Simon Berz eine Musikschule aufgebaut, deren Leitung er inzwischen an Nachfolger übergeben hat. Mit seinen Schülern, den Schepperkids, nahm er den öffentlichen Raum in überraschender Weise akustisch in Beschlag.
Auch die Künstlerplattform BADABUM verdankt sich seiner Initiative. Ausgehend von improvisierter Musik treffen hier bildende Kunst, Tanz, Film, Performance und Recherche aufeinander. Die Klanginstallationen und künstlerischen Experimente finden in Clubs, Galerien und Konzertsälen statt, machen aber auch vor Offspaces und öffentlichen Räumen nicht Halt.

### Weitere Projekte
Simon Berz tourte solo und mit wechselnden Formationen durch Europa, Asien, Kuba und die USA. Er arbeitete mit dem Berliner Elektroniker Apparat zusammen und ist regelmässiger Gast der Zürcher Gruppe Superterz. Mit dem holländischen Elektroniker toktek gründete er 2011 die Band Fell.
In New Orleans war Simon Berz Teil des Klangkunstprojektes 10x10=>11 und realisierte in Zusammenarbeit mit der Filmemacherin Michelle Ettlin den Dokumentarfilm und die CD Liquid Land.
Mit Klangkunstobjekten gestaltet er Ausstellungen und kreiert Interaktionen im öffentlichen Raum. Mit der ersten Solo-Platte CUT OUT entwickelt er eine transdisziplinäre Performance zwischen Improvisation und Installation.
In der Chollerhalle, Zug, hat Simon Berz im Juli 2018 zum sechsten Mal den Monster Groove organisiert.

### Musik zum Stummfilm Metropolis
Simon Berz komponiert auch Soundscapes und Musik für Theater- und Filmproduktionen. Für das Institut für incohärente Cinematographie IOIC komponierte er einen Soundtrack zu Fritz Langs Stummfilm Metropolis.

## Stipendien und Preise
- 1996 Kulturförderbeitrag des Kantons Zug
- 1998 Weiterbildungsbeitrag des Kantons Zug: Collective School of Music, Drummers Collective New York
- 2003 Kunstatelier des Kantons Zug: Berlin
- 2004 Weiterbildungsbeitrag des Kantons Zug: Universität der Künste Berlin
- 2008 DIY Festival, Zürich: Auszeichnung für Klanginstallation „TROPF“
- 2010 10 Jahre BADABUM
- 2011 Werkjahr 2011 Zug: Auszeichnung für Klanginstallation „TROPF“
- 2012 Anerkennungspreis der Ernst Göhner Stiftung, Landis & Gyr Stiftung, Stadt und Kanton Zug
- 2014 Freiraum Stipendium der Fachstelle Kultur des Kantons Zürich: Island
- 2014 Freiraum Stipendium des Aargauer Kuratoriums: New Orleans

## Filmografie
- 2012 Liquid Land (DVD + CD)

## Diskografie

### Solo-Album
- 2014 CUT OUT (2 × 7″ inch vinyl)

### Album mit Aerodrum
- 2004 Virtual anything.[6]

### Alben mit Fell
- 2012 FELL (vinyl)
- 2014 Kidsorchestra (EP)

### Album mit Klaus Janek
- 2010 ige*timer

### Album mit Künstlerkollektiv Bahnhof Zug
- 2012 Reanimation (CD)

## Ausgewählte Literatur, zeitlich geordnet
- Gergina Hristova, Zug Berlin: Retour! Mit «Apparat» in andere Galaxie. In: Neue Luzerner Zeitung 15. März 2004, Seite 9.
- Jann Cherix, Moderne Alchemie. Elektronik im Eigenbau. In: Züritipp Nr. 50 vom 14. Dez. 2006, Seite 31. online
- Interventionen im privaten und öffentlichen Raum. Das Performance-Festival Stromereien findet zum zehnten Mal statt. In: NZZ 230. Jg., Nr. 172 vom 28. Juli 2009, Seite 41. online
- Christoph Merki, Faszinierender Klangkosmos von Superterz. In: Tages-Anzeiger 119. Jg., Nr. 40 vom 17. Februar 2011, Seite 26.
- Yvonne Lichtsteiner, Musik mit Hang zum Wahnsinn – Die Band Fell macht Halt im Royal Baden. In: az Aargauer Zeitung 10. April 2013, Seite 33. online
- Markus Ganz, Elektro-Sounds am Lagerfeuer. Damo Suzuki trifft Superterz. In: NZZ 234. Jg., Nr. 229 vom 3. Okt. 2013, Seite 19. online
- Bjørn Schaeffner, Damo Suzuki – Punk und Samurai. Can-Sänger Damo Suzuki beehrt Zürich. Dank einer Einladung der Technojazzpunker Superterz. In: Züritipp Nr. 40 vom 26. Sept. 2013, Seite 21. online
- Christoph Merki, Dann kommt auf einmal der Glückssturm. In: Tages-Anzeiger 125. Jg., Nr. 7 vom 10. Jan. 2017, Seite 33.
- Ueli Bernays, Kunst gegen Chaos. Die Insomnia Sessions der Zürcher Elektro-Formation Superterz. In: NZZ 238. Jg., Nr. 10 vom 13. Jan. 2017, Seite 39. online
- Christoph Merki, Hat sich der ganze Steiss gelohnt? [Insomnia Sessions von Superterz in der Zürcher Photobastei]. In: Jazz 'n' more 10 (2017), Nr. 2 (März / April), Seite 10. online
- Nils Rogenmoser, 70 Musiker in einem Kreis. In: Zuger Zeitung (Kopfblatt der Luzerner Zeitung) Nr. 151 vom 3. Juli 2017, Seite 10. online